# Teateråret 1905

## Årets uppsättningar

### Mars
- 16 mars - Anna Wahlenbergs pjäs Heder för två har urpremiär på Dramaten i Stockholm [1].

### September
- 29 september - August Strindbergs pjäs Dödsdansen har urpremiär på Altes Stadtheater i Köln [2].

### December
- 30 december – Operetten Glada änkan av Franz Lehár uruppförs i Wien [3].

### Okänt datum
- Albert Gnudtzmanns pjäs I blindo har svensk premiär på Dramatiska Teatern den kom att filmas 1922 under namnet (Kärlekens ögon)

## Födda
- 30 april – Sven Magnusson, svensk skådespelare.

## Avlidna
- 13 april – Emil von der Osten, tysk skådespelare, verksam i Sverige.